# Rashida Jones
Pour les articles homonymes, voir Jones.
Rashida Jones, née le 25 février 1976 à Los Angeles, est une actrice et réalisatrice américaine.
Elle est principalement connue à la télévision avec les rôles de Louisa Fenn dans Boston Public, Karen Filipelli dans The Office, Ann Perkins dans Parks and Recreation. Entre 2016 et 2018, elle tient le rôle-titre de la comédie policière Angie Tribeca.
Au cinéma, elle a incarné le rôle principal féminin dans la comédie I Love You, Man (2009), aux côtés de Paul Rudd et de Jason Segel.

## Biographie

### Jeunesse et famille
Rashida est la fille du producteur de musique Quincy Jones, Afro-Américain, et de l'actrice Peggy Lipton. Elle est la sœur cadette de la styliste Kidada Jones.
Rashida Jones retient l'attention du public en 1994, alors qu'elle est étudiante, avec une lettre ouverte répondant aux remarques acerbes formulées par Tupac Shakur sur le mariage interracial de ses parents,. Cette lettre ne l'empêche pas de se lier d'amitié avec le rappeur et acteur, qui sort avec sa sœur Kidada, avant la mort de ce dernier en 1996.
Son prénom est d'origine arabe, il signifie « bien guidée », « qui a la foi » en arabe,,.

### Débuts d'actrice (2000-2008)

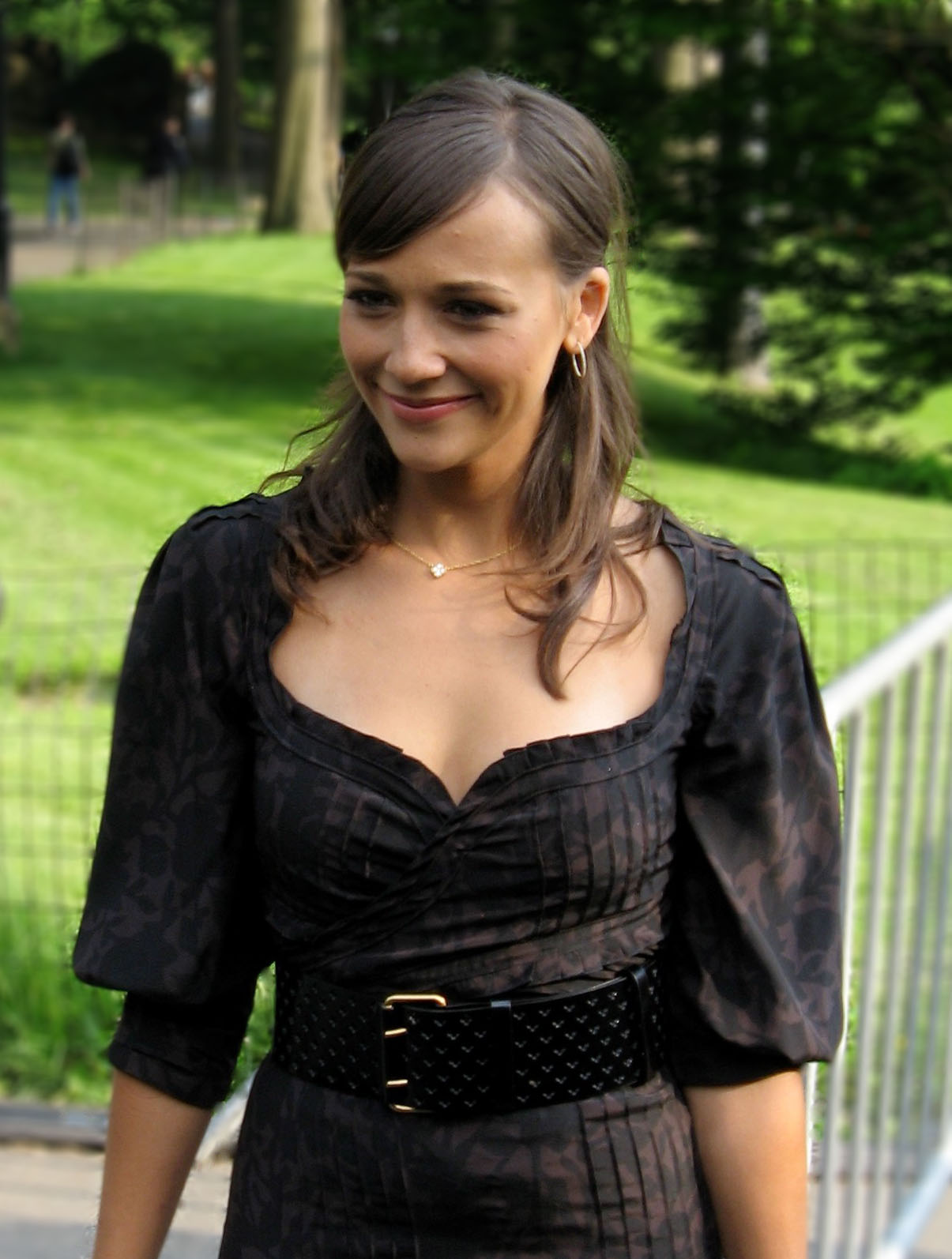
L'actrice à la réunion de rentrée de la chaîne Fox, en 2007.

En 2000, elle se fait remarquer dans un rôle d'adolescente dans un épisode de la série Freaks and Geeks. Elle enchaîne aussitôt avec un rôle régulier dans une nouvelle série créée par David E. Kelley, centrée sur le quotidien d'un lycée public bostonien. Elle y joue la sarcastique secrétaire du proviseur du lycée, Louisa Fenn durant deux saisons. Elle quitte en effet la série pour enchaîner les petits rôles dans des films Now You Know et Full Frontal, de Steven Soderbergh (2002), Death of a Dynasty (2003), Les Ex de mon mec (2004).
Elle finit par revenir à la télévision dans des programmes rapidement arrêtés : la série britannique NY-LON avec Stephen Moyer, et en 2005, la série policière américaine Wanted, produite par Aaron Spelling, qui connait une seule saison sur la chaîne câblée TNT.
Elle tente alors de se tourner vers un registre plus comique. Après quelques apparitions dans des films et séries, elle décroche en 2006 un rôle régulier dans la troisième saison de la série comique The Office. Elle y incarne Karen Filippelli, la nouvelle collègue du personnage de John Krasinski. Elle quitte la série au terme de la saison pour le premier rôle féminin d'une nouvelle sitcom produite par les Frères Farrelly, Unhitched. Le programme est cependant un flop et est arrêté au bout de six épisodes diffusés en 2008. Elle revient dans un épisode de la saison 4 de The Office et apparait dans quelques épisodes de la web-série Web Therapy.

### Succès télévisuel (2009-2014)

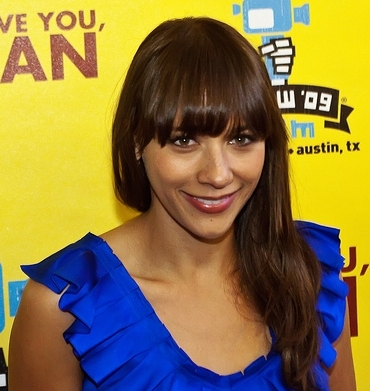
L'actrice en mars 2009.

En 2009, elle signe pour rejoindre une nouvelle série des mêmes créateurs, Parks and Recreation. Le programme est lancé en avril 2009 sur la chaîne NBC. L'actrice y joue une jeune infirmière de la ville fictive de Pawnee, amenée à devenir la meilleure amie de l'héroïne interprétée par Amy Poehler. Malgré des audiences très faibles, la comédie est acclamée par la critique, et connait 7 saisons, jusqu'en 2014.
L'actrice quitte cependant la série au milieu de la saison 6, afin de se consacrer à de nouveaux projets, notamment en tant que productrice. Elle revient pour le 125e et dernier épisode.
Durant ses années dans la série, elle apparaît dans une poignée de films de cinéma. Après la comédie I Love You, Man, en 2009, pour laquelle elle retrouve Jason Segel, elle se contente de rôles plus secondaires dans des films de réalisateurs confirmés - Top Cops, de Kevin Smith, the Social Network de David Fincher, en 2010, The Big Year en 2011, et Les Muppets, le retour en 2012 - et de partitions plus développées dans des films indépendants - Our Idiot Brother en 2011, et surtout Celeste and Jesse Forever, en 2012, qui est très bien reçu par la critique.

### Scénariste et productrice (depuis 2012)

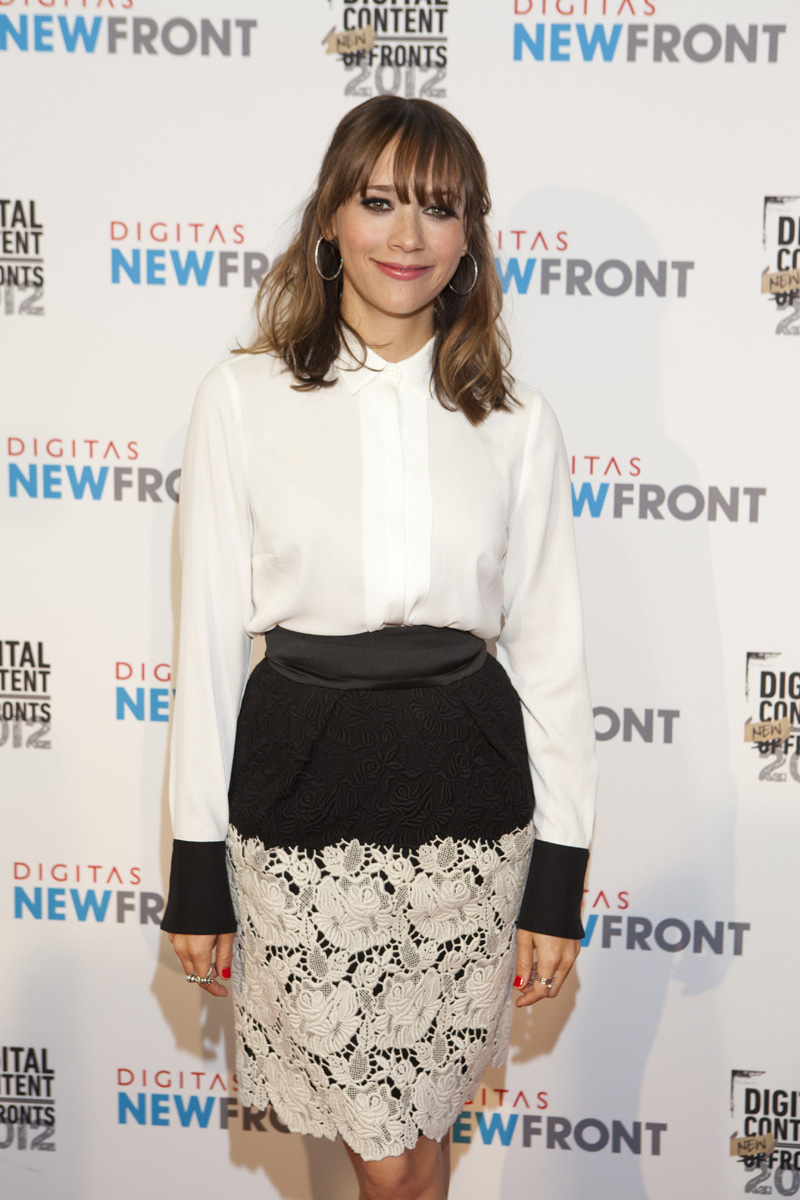
L'actrice à une cérémonie de récompenses en avril 2012.

Pour Celeste and Jesse Forever, une comédie romantique avec Andy Samberg, elle fait ses débuts de scénariste, aux côtés de l'acteur Will McCormack. Après ce projet couronné de succès, ils fondent leur société de production, et multiplient les projets.
En 2013, ils produisent ainsi la sitcom A to Z, avec Cristin Milioti, qui ne connait cependant qu'une saison sur NBC. Mais fin 2014, le tandem est annoncé à l'écriture de Toy Story 4, le nouveau chapitre de la célèbre franchise des studios Pixar.
Côté comédie, l'actrice fait un retour remarqué en 2015, en tête d'affiche de la série Angie Tribeca, produite par son ancien patron, Steve Carell. Le programme est salué par la critique et enchaîne avec d'autres saisons.
Toujours en 2015, elle produit le film documentaire Hot Girls Wanted diffusé sur la plateforme Netflix et dénonçant les dérives de l'industrie pornographique, notamment auprès des jeunes filles âgées entre 18 et 20 ans qui en sont les premières victimes. En 2017, elle produit la suite de ce documentaire, sous forme de série, dont le titre est Hot Girls Wanted: Turned On.
Elle a également travaillé en tant que scénariste pour la série à succès Black Mirror (saison 3, épisode 1, 2016) et intitulé "Chute Libre". L'épisode, co-écrit avec le créateur de Parks and Recreation, sur une idée du créateur Charlie Brooker, a reçu des critiques élogieuses.

## Filmographie

### Cinéma
- 1998 : Myth America de Galt Niederhoffer
- 2000 : East of A de Amy Goldstein : Emily
- 2001 : Roadside Assistance de Jennifer Derwingson : Lucy
- 2002 : Full Frontal de Steven Soderbergh
- 2002 : Now You Know de Jeff Anderson : Kerri
- 2003 : Death of a Dynasty de Damon Dash : Layna Hudson
- 2004 : Les Ex de mon mec (Little Black Book) de Nick Hurran : le docteur Rachel Keyes
- 2007 : The Ten de David Wain : Hostess Rebecca Fornier
- 2008 : Prop 8: The Musical d'Adam Shankman : Scary Catholic School Girls From Hell
- 2009 : Brief Interviews with Hideous Men de John Krasinski : Hannah
- 2009 : I Love You, Man de John Hamburg : Zooey Rice
- 2010 : Top Cops (Cop Out) de Kevin Smith : Debbie
- 2010 : The Social Network de David Fincher : Marilyn Delpy
- 2011 :  The Big Year de David Frankel : Ellie
- 2011 : Sexe entre amis (Friends with Benefits) de Will Gluck : Maddison
- 2011 : Les Muppets, le retour (The Muppets) de James Bobin : Veronica Martin
- 2011 : Our Idiot Brother de Jesse Peretz : Cindy
- 2012 : Celeste and Jesse Forever de Lee Toland Krieger : Celeste
- 2013 : Decoding Annie Parker de Steven Bernstein
- 2014 : Salsa Fury de James Griffiths : Julia
- 2015 : A Very Murray Christmas de Sofia Coppola : la mariée
- 2018 : Zoe de Drake Doremus
- 2018 : Tag : Une règle, zéro limite (Tag) de Jeff Tomsic : Cheryl
- 2019 : Klaus de Sergio Pablos : Alva (animation)
- 2019 : Les Incognitos (Spies in Disguise) de Nick Bruno et Troy Quane : Marcy Kappel (animation)
- 2020 : On the Rocks de Sofia Coppola [12]: Laura
- 2023 : In the Blink of an Eye d'Andrew Stanton

### Télévision

#### Séries télévisées
- 1997 : Le Dernier Parrain (The Last Don) : Johanna
- 2000 : Freaks and Geeks : Karen Scarfolli (1 épisode)
- 2000-2002 : Boston Public : Louisa Fenn (26 épisodes)
- 2003 : Chappelle's Show : Pam / Woman in 'Love Contract' (2 épisodes)
- 2004 : NY-LON : Edie Miller (7 épisodes)
- 2005 : Stella : Karen (1 épisode)
- 2005 : Wanted : Detective Carla Merced
- 2006 : The Office : Karen Filippelli (26 épisodes)
- 2007 : Saturday Night Live : Karen (1 épisode)
- 2007 : Wainy Days : Wainette Davids (1 épisode)
- 2008 : Unhitched : Kate (6 épisodes)
- 2009 : Robot Chicken : Casper/Little Orphan Annie/Molly/Princess (1 épisode)
- 2009-2015 : Parks and Recreation : Ann Perkins
- 2011 : Wilfred : Lisa (1 épisode)
- 2011-2014 : Web Therapy : Hayley Feldman-Tate (4 épisodes)
- 2013-2015 : The Awesomes : Hotwire (animation, 26 épisodes)
- 2016-2018 : Angie Tribeca : Angie Tribeca (40 épisodes)
- 2020 - 2022 : Duncanville : Mia (animation, 27 épisodes - en cours)
- 2023 : Silo : Allison Becker
- 2024 : Sunny : Suzie Sakamoto
- 2025 : Black Mirror saison 7 épisode 2 : Amanda

#### Téléfilms
- 2000 : Sex Revelations (If These Walls Coulds Talk 2) : Féministe (segment 1972)
- 2004 : Strip Search (scènes coupées au montage)
- 2006 : Untitled Paul Reiser Project : Angela
- 2006 : Our Thirties : Liz

## Distinctions

### Récompenses
- Hollywood Film Awards 2010 : Distribution de l'année pour The Social Network

### Nominations
- NAACP Image Awards 2002 : Meilleure actrice dans un second rôle dans une série dramatique pour Boston Public
- Critics Choice Awards 2011 : Meilleure distribution pour The Social Network

## Voix francophones

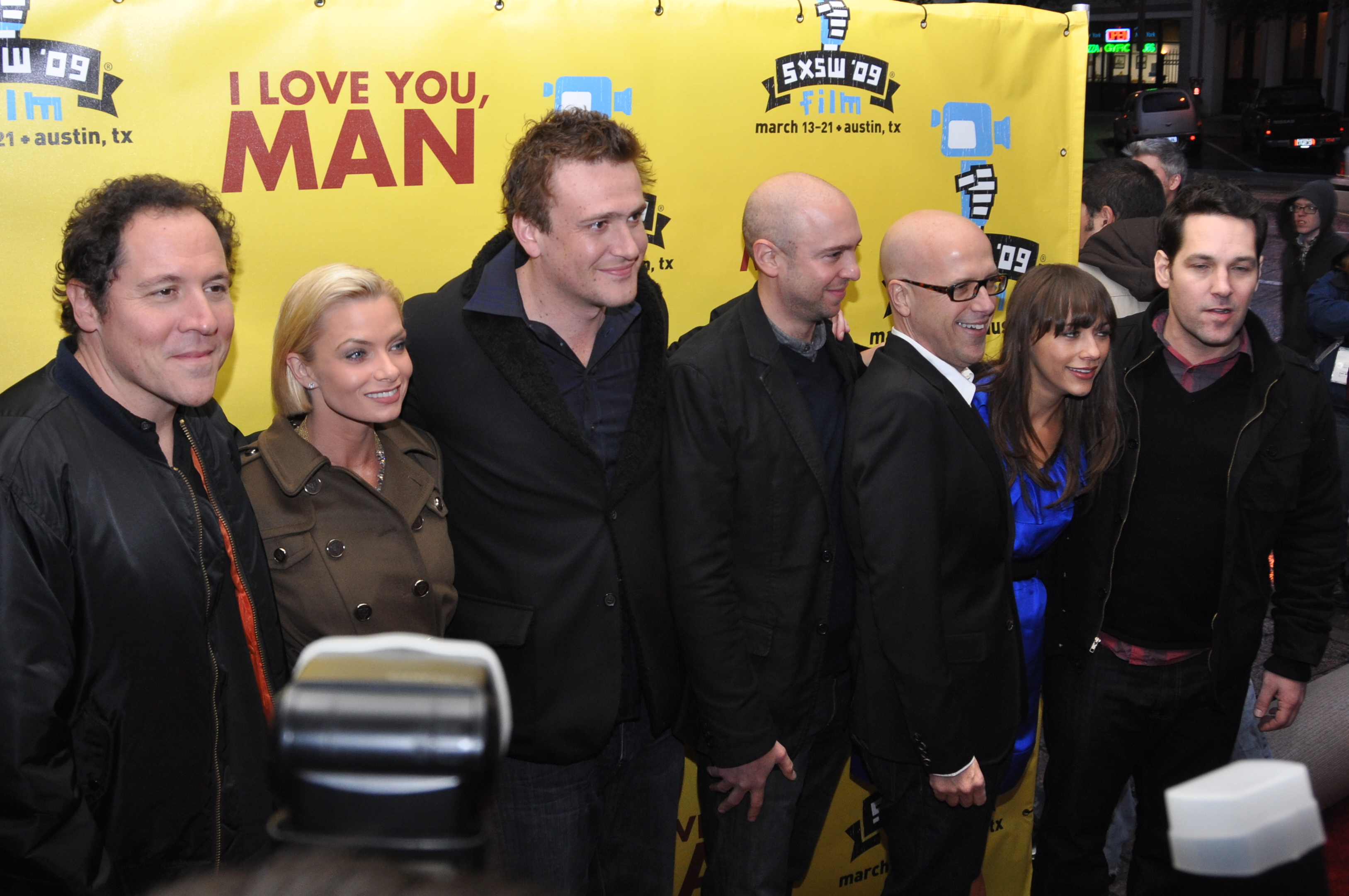
Jon Favreau, Jaime Pressly, Jason Segel, John Hamburg, Larry Levin, Rashida Jones, and Paul Rudd, le casting de I Love You, Man à la première du film au Texas

En version française, Rashida Jones est doublée à ses débuts par Laurence Sacquet dans Freaks and Geeks, Annabelle Roux dans Boston Public, Claire Guyot dans Les Ex de mon mec, Valérie de Vulpian dans Wanted et Julie Dumas dans The Office. Par la suite, Rashida Jones est notamment doublée par Barbara Beretta dans  The Social Network, Les Muppets, le retour et Web Therapy.
En parallèle, elle est doublée par Céline Mauge dans I Love You, Man, Elisabeth Ventura dans Top Cops, Karin Clercq dans Our Idiot Brother et  Juliette Degenne dans Salsa Fury. Claire Guyot la retrouve dans Sexe entre amis.
À partir du milieu des années 2010, Anne Dolan devient sa voix régulière, la doublant dans Parks and Recreation, Angie Tribeca, Tag : Une règle, zéro limite et On the Rocks. Juliette Degenne la retrouve dans Zoe, tandis que Déborah Claude la double dans #blackAF (en) tout comme Fily Keita dans Sunny. En 2025, Julie Dumas la retrouve dans Black Mirror.
En version québécoise, Rashida Jones est notamment doublée à trois reprises par Catherine Proulx-Lemay dans Qui sait quoi ?, Je t'aime, mon homme et Les Muppets. Michèle Lituac la double à deux reprises dans  Le Petit Carnet Noir et La Grande Année ainsi que par Éveline Gélinas dans Flics en service et Pascale Montreuil dans Notre idiot de frère.